# Charles Prud'hon
Pour les articles homonymes, voir Prud'hon.
Charles-François Prud'hon dit Prudhon, né le 24 janvier 1848 à Paris et mort le 15 juin 1930 dans le 1er arrondissement de Paris, est un acteur français.

## Biographie
Fils d'un menuisier et d'une couturière, ce talent précoce entre à la Comédie-Française comme pensionnaire dès l'âge de 17 ans. 
Reçu sociétaire le 1er janvier 1883, il est admis à la retraite le 31 décembre 1901 afin d'accéder aux responsabilités de directeur de la scène de la maison en 1902, puis aux fonctions de secrétaire général de l'institution en 1907.
Déjà officier de l'instruction publique, Charles Prud'hon est décoré de la Légion d'honneur en 1910.
Il est inhumé au cimetière du Père-Lachaise (44e division).

## Théâtre

### Carrière à la Comédie-Française
Entrée  en 1865
Nommé 308e sociétaire en 1883
Retraité en 1901
Directeur de la scène en 1902
Secrétaire général en 1907
- 1863 : Alexandre le Grand de Jean Racine : Taxile
- 1866 : Moi d'Eugène Labiche et Édouard Martin : Cyprien
- 1866 : Esther de Jean Racine : Hydaspe
- 1866 : Iphigénie de Jean Racine : Eurybate
- 1866 : Le Misanthrope de Molière : Acaste
- 1866 : Le Barbier de Séville de Beaumarchais : le notaire
- 1866 : Athalie de Jean Racine : Asarias
- 1866 : Le Mariage de Figaro de Beaumarchais : Pédrille
- 1866 : Les Plaideurs de Jean Racine : Léandre
- 1867 : Hernani de Victor Hugo : Don Francisco
- 1867 : Hernani de Victor Hugo : Don Francisco
- 1867 : Bajazet de Jean Racine : Osmin
- 1868 : Le Misanthrope de Molière : Clitandre
- 1868 : Dom Juan ou le Festin de pierre de Molière : Don Alonse
- 1869 : George Dandin de Molière : Clitandre
- 1869 : Andromaque de Jean Racine : Pyrrhus
- 1869 : Mithridate de Jean Racine : Xipharès
- 1870 : Esther de Jean Racine : Assuérus
- 1871 : Le Misanthrope de Molière : Oronte
- 1873 : Marion de Lorme de Victor Hugo : Brichanteau
- 1875 : Le Philosophe sans le savoir de Michel-Jean Sedaine : le président
- 1876 : L'Étrangère d'Alexandre Dumas fils : Guy des Haltes
- 1877 : Chatterton d'Alfred de Vigny : Lord Talbot
- 1877 : Le Joueur de Jean-François Regnard : Dorante
- 1877 : Hernani de Victor Hugo : Don Mathias
- 1878 : Le Misanthrope de Molière : Acaste
- 1880 : L'Impromptu de Versailles de Molière : Béjart
- 1882 : Le roi s'amuse de Victor Hugo : M. de Pienne
- 1886 : Le Misanthrope de Molière : Oronte
- 1890 : La Parisienne de Henry Becque : Lafont
- 1895 : Le Mariage de Figaro de Beaumarchais : Almaviva
- 1896 : L'Évasion d'Eugène Brieux : Docteur Bertry
- 1901 : Le Misanthrope de Molière : Oronte